# أوين ديفيس
أوين ديفيس (بالإنجليزية: Owen Davis)‏ هو كاتب سيناريو وكاتب أمريكي، ولد في 29 يناير 1874 في بورتلاند في الولايات المتحدة، وتوفي في 14 أكتوبر 1956 في نيويورك في الولايات المتحدة.

## وصلات خارجية
- أوين ديفيس على موقع IMDb (الإنجليزية)
- أوين ديفيس على موقع أول موفي (الإنجليزية)
- أوين ديفيس على موقع قاعدة بيانات برودواي على الإنترنت (الإنجليزية)
- أوين ديفيس على موقع قاعدة بيانات برودواي على الإنترنت (الإنجليزية)
- أوين ديفيس على موقع قاعدة بيانات الأفلام السويدية (السويدية)
- أوين ديفيس على موقع قاعدة بيانات الفيلم (الإنجليزية)
- أوين ديفيس على موقع كينوبويسك (الروسية)